# Minatitlán (Veracruz)

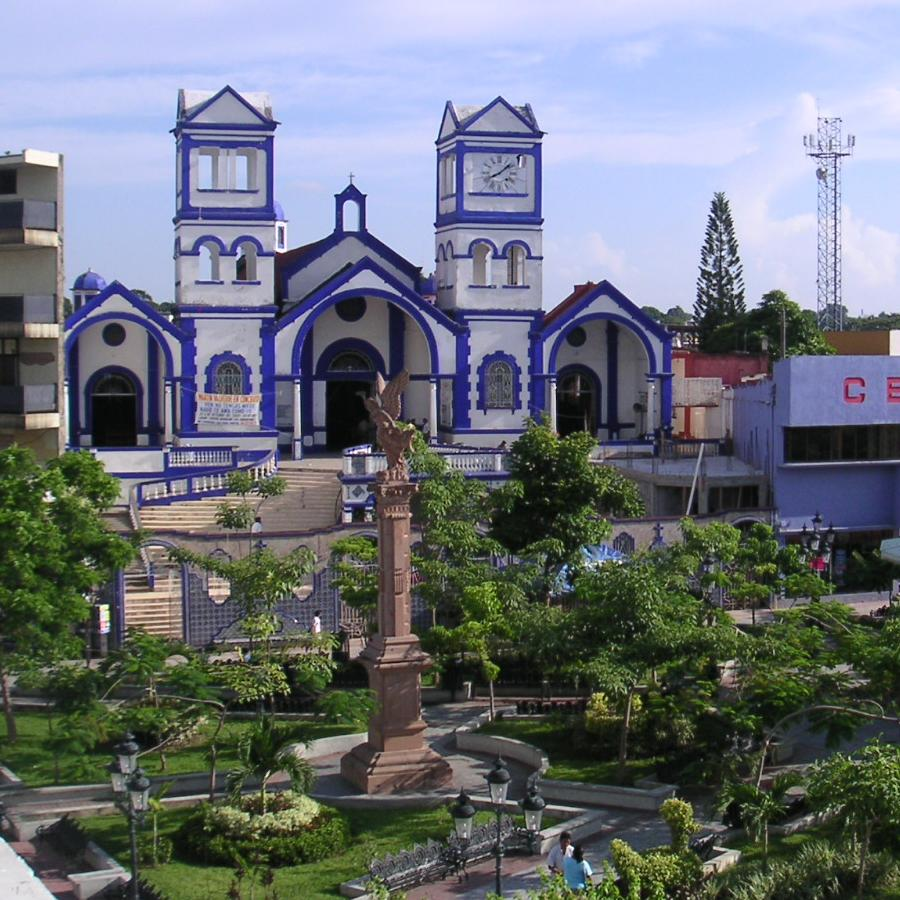
Plein in het centrum van Minatitlán

Minatitlán is een stad in de Mexicaanse deelstaat Veracruz, aan Río Coatzacoalcos. Minatitlán heeft 107.991 inwoners (census 2005) en is de hoofdplaats van de gemeente Minatitlán.
De olie-industrie is de belangrijkste bron van inkomsten. In Minatitlán is een van de zes raffinaderijen van PEMEX gevestigd. In Minatitlán is de Nationale Luchthaven Minatitlán/Coatzacoalcos gevestigd.